# Islote Ayala
Die Islote Ayala (spanisch) ist eine winzige Felseninsel vor der Fallières-Küste des Grahamlands im Norden der Antarktischen Halbinsel. In der Neny Bay liegt sie rund 100 m westnordwestlich vor Beaumont Island.
Wissenschaftler der 1. Chilenischen Antarktisexpedition (1946–1947) benannten sie nach Arturo Ayala Arce (1928–2010), einem Mitglied der Delegation des chilenischen Heeres an Bord des Schiffs Angamos bei dieser Forschungsreise. In Argentinien sind diese Insel und Beaumont Island seit 1991 unter dem Namen Islotes Beaumont als Inselgruppe zusammengefasst.